# Cross (album)
Cet article concerne l'album de Justice. Pour le symbole typographique †, voir Obèle.
Albums de Justice
A Cross the Universe
(2008)
Singles
1. Waters of Nazareth
Sortie : 14 septembre 2005
2. D.A.N.C.E
Sortie : 23 avril 2007
3. Phantom Pt. II
Sortie : 26 novembre 2007
4. DVNO
5. Tthhee Ppaarrttyy
Sortie : 9 février 2009

Cross (stylisé †) est le premier album du groupe de musique électronique français Justice, sorti en France le 11 juin 2007. 
Le groupe ne lui donne d'autre nom que  « le premier album » et le nom « Cross » (croix en anglais) fut donné en raison d'une croix figurant sur la pochette.
L'album contient cinq titres sortis auparavant : Waters of Nazareth, D.A.N.C.E., Phantom, Let There Be Light et One Minute To Midnight. Au moment de sa sortie, le groupe a mis à disposition l'album sur MySpace, où il pouvait être écouté en streaming. À ce jour[Quand ?], plus de 700 000 copies ont été vendues.
Il existe une édition japonaise de l'album qui contient sept versions différentes de D.A.N.C.E., dont une interprétée au piano (version Rehearsal) qui est souvent utilisé lors de leurs lives, une version live enregistrée aux Inrocks Festival, et la même version live enregistrée en studio.

## Contexte et promotion
Cross a été enregistré à Paris en 2005 et 2006. Le concept de l'album était qu'il s'agisse d'un album "opéra-disco". Xavier de Rosnay a déclaré à propos du concept d'opéra disco :
Nous sommes restés fidèles à notre idée originale de faire un album d'opéra-disco de 2007, même si nous sommes conscients que certains morceaux ne sonnent pas comme du disco à la première écoute. Le meilleur exemple est la chanson "Waters of Nazareth", qui ne ressemble pas à du disco lorsque vous l'écoutez pour la première fois. Mais si vous oubliez que tout est déformé, les lignes de basse ne sont que des motifs disco vraiment basiques.
Deux chansons sont sorties en single avant la sortie de l'album. "Waters of Nazareth" était le premier single sorti par le groupe en 2005 et présentait "Let There Be Light" comme face B. " DANCE " était le deuxième single de l'album sorti le 23 avril 2007. Le single contenait également la chanson "Phantom", qui est également sortie sur le Ed Rec Vol. 2 albums de compilation avant la sortie de cet album. La chanson "DANCE" parle et est dédiée à Michael Jackson
Il y a trois samples crédités présents sur l'album : You Make Me Wanna Wiggle de The Brothers Johnson a été samplé pour Newjack, Tenebrae de Simonetti-Morante-Pignatelli a été samplé pour Phantom et Phantom Pt. II, et Night on Disco Mountain de David Shire a été échantillonné pour " Stress ".

Cependant, l'album intègre également des "micro-échantillons" méconnaissables provenant de centaines d'albums. De Rosnay déclare à ce sujet :
Nous échantillonnons de très petits morceaux de choses que personne ne peut reconnaître. Supposons que nous utilisions le clap de In Da Club - même 50 Cent ne le remarquerait pas, mais si vous écoutez Genesis, le premier morceau [sur Cross], il y a des échantillons de Slipknot, Queen et 50 Cent, mais ce sont de telles courts échantillons, personne ne peut les reconnaître. Ceux de Slipknot, par exemple, sont de minuscules morceaux de voix
Au total le groupe explique avoir utilisé environ 400 albums comme matériel échantillonné.

## Accueil critique
Cross a reçu les éloges de la critique. Sur Metacritic, qui attribue un score moyen pondéré sur 100 aux critiques et aux notes des critiques traditionnels, l'album a reçu un métascore de 81 sur la base de 25 critiques, ce qui indique une "acclamation universelle".

## Liste des chansons
| 1.    | Genesis                             | Baba O'Riley de The Who , le clap d'In da Club, de 50 Cents (cf. interview de Xavier de Rosnay) | 3:54 |
| 2.    | Let There Be Light                  |                                                                                                 | 4:55 |
| 3.    | D.A.N.C.E.                          |                                                                                                 | 4:02 |
| 4.    | Newjack                             | You Make Me Wanna Wiggle, des Brothers Johnson                                                  | 3:36 |
| 5.    | Phantom                             | Ténèbres, des Goblin                                                                            | 4:22 |
| 6.    | Phantom Pt II                       | Ténèbres, des Goblin                                                                            | 3:20 |
| 7.    | Valentine                           |                                                                                                 | 2:56 |
| 8.    | Tthhee Ppaarrttyy (featuring Uffie) | Stay Fly, de Three 6 Mafia                                                                      | 4:03 |
| 9.    | DVNO                                |                                                                                                 | 3:56 |
| 10.   | Stress                              | Night On Disco Mountain, de David Shire, et Jocko Homo, de Devo                                 | 4:58 |
| 11.   | Waters of Nazareth                  | Thriller, de Michael Jackson                                                                    | 4:25 |
| 12.   | One Minute To Midnight              |                                                                                                 | 3:40 |
| 13.   | D.A.N.C.E. (Video)                  |                                                                                                 | 3:03 |
| 14.   | Megamix (Video)                     |                                                                                                 | 5:05 |
| 48:05 |                                     |                                                                                                 |      |

## Classement hebdomadaire
- #11 :  France[7]
- #25 :  Norvège[8]
- #33 :  Belgique[9]
- #36 :  Suisse[10]
- #49 :  Royaume-Uni[11]
- #71 :  Autriche[12]
- #77 :  Pays-Bas[13]

## Historique de sortie
- 11 juin 2007
- 15 juin 2007
- 18 juin 2007
- 20 juin 2007
- 10 juillet 2007